# Флаги ВМС исторических государств
Флаги ВМС исторических государств — это флаги военно-морских сил государств, которые на данный момент прекратили своё существование либо были переименованы. В галерее флагов ВМС исторических государств представлены все флаги военно-морских сил исторических государств.

## Флаг ВМС Австро-Венгрии
Флаг ВМС Австро-Венгрии принят в конце XVIII, в 1786 году. Был предложен канцлером Священной Римской империи Кауницем, положившим в основу щит герба династии Бабенбергов (к тому моменту существовал похожий флаг ВМС в герцогстве Тосканском). Широко известный коммерческий флаг, составленный из флагов Австрии и Венгрии, был утверждён только в 1869 году после объявления о создании Австро-Венгерской империи. Государственного флага Австро-Венгрия никогда не имела.

Флаг ВМС Австро-Венгрии
Торговый (фактически — национальный) флаг Австро-Венгрии

## Флаги ВМС Конфедеративных Штатов Америки
Конфедеративные Штаты Америки за свою историю сменили два флага ВМС, один из которых (использовавшийся с 1861 до 1863 гг.) был копией флага КША с 4 марта 1861 по 21 мая 1861 года. Второй флаг, являвшийся немного изменённой версией государственного флага КША, использовался с 1 мая 1863 по 4 марта 1865 года.

Флаг КША; флаг ВМС КША (1861-1863)
Флаг ВМС КША (1863-1865)

## Флаг ВМС Датско-норвежской унии
Флаг военно-морских сил Датско-норвежской унии идентичен использующемуся в настоящее время флагу Королевских военно-морских сил Дании, который, в свою очередь, похож на государственный флаг Дании.

Флаг Королевских военно-морских сил Дании и ВМС Датско-норвежской унии

## Флаг (гюйс) ВМС Сражающейся Франции
Гюйс военно-морских сил Сражающейся Франции, приведённый на рисунке, был третьим вариантом этого гюйса. У шкаторины расположен синий цвет, далее красный. Остальное место занимает белый ромб, в середине которого расположен красный Лотарингский крест как вариант Лоранского креста — эмблемы Свободной Франции (считается, что его носила Жанна д Арк).

Флаг военно-морских сил Сражающейся Франции

## Флаги ВМС Германии

### Флаги ВМС Германской империи
Императорские военно-морские силы Германской империи за время своего существования сменили три флага.
Первый флаг использовался с 1867 по 1871 год и фактически являлся флагом ВМФ Пруссии. Он представлял собой белое полотнище, на котором был изображён скандинавский крест. В середине креста был расположен белый круг с чёрным контуром, а в круге орёл — символ Пруссии. В верхнем левом углу флага было расположено изображение коммерческого флага Пруссии, а затем и Германской империи (с 1892 года — также национального) с наложенным на него изображением знака Железного Креста.
Второй флаг использовался с 1871 по 1903 год. Единственное отличие первого и второго флага было в изображении орла — с 1871 года на флаге изображался имперский орёл.
Третий флаг Императорских ВМС Германской империи использовался с 1903 по 1919 год. Его единственное отличие от второго флага заключалось в ширине чёрного креста.

Флаг Императорских ВМС (1903–1919)
Государственный флаг Австрии

### Флаги Рейхсмарине (ВМС Веймарской республики)
Рейхсмарине — военно-морской флот Веймарской республики — сменил два флага за всю свою историю.
Первый флаг Рейхсмарине использовался с 1919 года до 1921 года. Он был немного изменённой версией третьего флага Императорских ВМС. Изменился лишь флаг, расположенный в верхнем левом углу (вместо флага Германской империи там стал изображаться флаг Веймарской республики), и орёл.
Вторым флагом Рейхсмарине стал флаг, использовавшийся на флагах Императорских ВМС (в верхнем левом углу). К тому же на этом флаге был расположен флаг Веймарском республики (опять же в верхнем правом углу, высота флага занимала 2/3 высоты верхней полосы флага).

Первый флаг Рейхсмарине (1919–1921)
Второй флаг Рейхсмарине (1921–1933)

### Флаги ВМС нацистской Германии
С приходом к власти в Германии нацистов рейхсмарине получили новый флаг, который использовался с 1933 по 1935 год. Отличия от предыдущего флага заключались в том, что не стало маленького флага в верхнем левом углу и знак «Железный Крест» был смещён влево. В 1935 году рейхсмарине были переименованы в кригсмарине (Kriegsmarine, военно-морской флот), который получил новый флаг со свастикой. Дизайн флага был незначительно изменён в 1938 году и оставался в действии до капитуляции Германии в 1945 году.

Флаг рейхсмарине нацистской Германии (1933–1935)
Первый флаг кригсмарине (1935–1938)
Второй флаг кригсмарине (1938–1945)

### Флаг ВМС ГДР (Германской Демократической Республики)
Фольксмарине — военно-морской флот Германской Демократической Республики за всю свою историю имел всего один флаг. Флаг представляет собой красное полотнище, в середине которого расположен герб ГДР. Герб окружён пальмовыми ветвями. Слева и справа от герба расположены флаги Германии.

Флаг Фольксмарине

## Флаг ВМС Королевства Италия
Флаг Королевских ВМС Италии внешне напоминал флаг Королевства Италия, за одним исключением: на флаге ВМС выше герба была расположена корона.

Флаг Королевских ВМС Италии

## Флаг ВМС Японской империи
Флаг Императорского флота Японии представлял собой видоизменённый государственный флаг Японии. Основные отличия флагов заключаются в том, что на флаге ВМС:
- красный круг находится левее
- от круга во все стороны расходятся 16 красных расширяющихся «лучей»

Флаг Императорского флота Японии

## Флаг ВМС Маньчжоу-го
Флаг Императорского флота Маньчжоу-го являлся изменённой версией флага государства Маньчжоу-го. Различие флагов состояло в длине верхних полос: на флаге государства они занимали половину ширины флага, а на военно-морском флаге всю его ширину.

Флаг Императорского флота Маньчжоу-го

## Флаг ВМС Королевства Шотландия
Флаг Королевства Шотландия находится в верхнем левом углу флага ВМС Шотландии и занимает половину ширины и высоты флага. Всё остальное пространство флага — красное.

Флаг ВМС Шотландии

## Флаг ВМС СССР (Союза Советских Социалистических Республик)
Военно-морской флаг СССР представлял собой прямоугольное полотнище белого цвета с соотношением сторон 2:3, с узкой полосой синего цвета вдоль нижней кромки. Над синей полосой в левой части флага изображалась красная звезда, а в правой — серп и молот красного цвета.

Флаг ВМФ СССР

## Флаг ВМС Югославии

### Флаг ВМС Королевства Югославия
Флаг Королевских ВМС Югославии представлял собой прямоугольный сине-бело-красный триколор с соотношением сторон 2:3. На триколоре располагался малый герб Королевства Югославия.

Флаг Королевских ВМС Югославии

### Флаг ВМС Социалистической Федеративной Республики Югославия
Флаг ВМС СФР Югославии представлял собой прямоугольное красное полотнище с крыжем, в котором располагался видоизменённый флаг Югославии. Основные отличия государственного флага СФРЮ и флага, расположенного в крыже, заключались в следующем:
- флаг в крыже имел расширение 2:3, а не 1:2
- флаг в крыже имел видоизменённую звезду

Флаг ВМС СФР Югославии

### Флаг ВМС Союзной Республики Югославии; Сербии и Черногории
Флаг ВМС Сербии и Черногории представлял собой прямоугольное красное полотнище с крыжой, в которой расположен флаг союза.

Флаг ВМС Сербии и Черногории